# Васил Попович
Васил (Василаки) Николов Попович е български писател, академик и политик.

## Биография
Васил Попович е роден на 18 октомври 1833 година в град Браила, в семейството на изселници от Ямбол. Между 1841 – 1845 година учи във влашко училище, а между 1846 – 1848 година учи в българско училище в родния си град. Между 1848 – 1850 година е писар в английското консулство в Браила и Галац, а в периода 1851 – 1856 година учи в киевската втора гимназия. Вероятно участва в Кримската война (1853 – 1856) като доброволец заедно с брат си Константин (Костаки) Попович. През 1857 година е приет за студент в Киевския университет, но прекъсва и се връща в родния си град. От следващата година е студент в Московския университет, редактира първия брой на списание „Братски труд“, през 1859 година публикува „Откъс от разказите на моята майка. Разходка до лозето“ и „Монолог или мисли на владиката Иларион...“. Завръща се в Браила през 1861 година, същата година заминава за Белград, където подпомага издаването на вестник „Дунавски лебед“ и преподава в централното българско училище до 1864 година. Между 1865 – 1871 година живее, учителства, сътрудничи на периодичния печат, участва в театралните представления на Войниковата трупа в Браила. През 1869 година е избран за дописен член на учредителното събрание на Българското книжовно дружество. Публикува комедията „Наяве и насъне все то или списателски истерики“ (1870) и „Нещо за новата картина на г. Н. Павлович Аспарух“ (1871). Между 1872 – 1874 година е български учител във Велес, където се запознава и жени за Стоянка (Сава) Дудикова, която преподава в същия град между 1870 – 1874 година. След това до освобождението на България преподава в Пловдив.
През 1879 година става учител във Военното училище в София и публикува „Детска гусла“. През 1880 година е избран за народен представител във Второто обикновено народно събрание, а от 1881 година е учител по български език на княз Александър Батенберг. През 1883 година е избран за член на Учебния съвет към Министерството на народното просвещение и публикува „За звуковете. Конспект из етимологията на новобългарския език“ и повестта „Беше“ във вестник „Балкан“. През 1884 година е избран за редовен член на Българското книжовно дружество, а през 1888 година публикува драмата „Примерните родители срещу примерните си деца“. В периода 1889 – 1891 година е училищен инспектор в Самоков, през 1896 година публикува драмата „Пролетариите или трай коньо за зелена трева“. Умира на 7 август 1897 година в София.

## Издания
- Аретов, Николай. „Васил Попович. Съчинения“, Кралица Маб, София, 2001, ISBN 954-533-042-2.
- Аретов, Николай. „Васил Попович. Живот и творчество“, Кралица Маб, София, 2000